# Nobel Koty
Nobel Koty, né en 1988 au Bénin, est un peintre béninois.

## Biographie
Passionné par le piano et le dessin depuis son jeune âge, Nobel Koty se tourne rapidement vers la peinture, qui lui offre «plus de possibilités et de libertés que le dessin». Il explore les potentialités et les subtilités de l’autoportrait pour matérialiser sa perception du monde qui l’entoure. Pour l’artiste, ce type de figuration permet d’amorcer un travail d’introspection, de recherche d’une quête intérieure. Les notions d’identité, de vulnérabilité et d’affirmation s’inscrivent en filigrane de sa pratique artistique.
En 2024, il est lauréat du prix Ellipse,.

## Expositions

### Expositions solo
- 2025_ Regard Lointain, Atlantic Art Space, Ouidah, Bénin.
- 2024_ Incertitudes, AKAA, Paris, France.
- 2022_ In a state of nature, Borna Soglo Gallery, Cotonou.

### Expositions collectives
- 2025_ Promesse, Une exposition de Joël Andrianomearisoa, Fondation Zinsou, Ouidah, Bénin.
- 2023_ Art du bénin d’hier et d’aujourd’hui: de la restitution à la révélation, volet contemporain, Musée Mohammed 6, Rabat.
- 2022 _ Exils, Le Centre, Abomey-Calavi [4].
- 2022_ Youth, Maison Rouge, Cotonou.
- 2021 _ Art du Bénin d'hier et aujourd'hui, de la restitution à la révélation: trésor royaux et art contemporain du Bénin, Présidence de la République du Bénin, Cotonou[5],[1]. _ Perspectives, Le Centre, Abomey-Calavi[6],[7]. _ Mascarades, Maison Rouge, Cotonou.

## Résidences de recherche et de création
- 2022_ Le Centre, Abomey-Calavi, Bénin.